# Волотовский сельсовет (Липецкая область)
Волотовский сельсове́т — сельское поселение в Лебедянском районе Липецкой области. 
Административный центр — село Волотово.

## История
В соответствии с законами Липецкой области №114-оз от 02.07.2004 и №126-оз от 23.09.2004 Волотовский сельсовет наделён статусом сельского поселения, установлены границы муниципального образования.

## Население
| 2010 | 2012  | 2013 | 2014 | 2015 | 2016 | 2017 |
| ---- | ----- | ---- | ---- | ---- | ---- | ---- |
| 980  | ↘955  | ↘927 | ↘911 | ↘900 | ↘884 | ↘867 |
| 2018 | 2021  |      |      |      |      |      |
| ↘861 | ↗1046 |      |      |      |      |      |

## Состав сельского поселения
| № | Населённый пункт | Тип населённого пункта       | Население |
| - | ---------------- | ---------------------------- | --------- |
| 1 | Васильевка       | деревня                      | 97        |
| 2 | Волотово         | село, административный центр | 596       |
| 3 | Черепянь         | село                         | 287       |